# چهار (فیلم ۲۰۱۲)
«چهار» (انگلیسی: Four (2012 film)) فیلمی در ژانر درام است که در سال ۲۰۱۲ منتشر شد.